# Паган, Эмилио
Эмилио Энрике Паган (англ. Emilio Enrique Pagan; 7 мая 1991, Симпсонвилл, Южная Каролина) — американский и пуэрто-риканский бейсболист, питчер клуба Главной лиги бейсбола «Миннесота Твинс». Серебряный призёр Мировой бейсбольной классики 2017 года в составе сборной Пуэрто-Рико.

## Карьера
Паган окончил старшую школу в Гринвилле, затем учился и играл за бейсбольную команду колледжа Бельмонт Эбби из Северной Каролины. В 2013 году Эмилио был выбран в десятом раунде драфта клубом «Сиэтл Маринерс».
Весной 2017 года в составе сборной Пуэрто-Рико Эмилио стал серебряным призёром Мировой бейсбольной классики. В финале он провёл на поле два иннинга, не пропустив ни одного очка. Регулярный чемпионат в том же году Паган начал в AAA-лиге в составе «Такома Рейнирс». В начале мая он был вызван в основной состав «Маринерс» и дебютировал в МЛБ в игре против «Лос-Анджелес Энджелс». Всего в чемпионате за «Сиэтл» он сыграл в 34 матчах, одержал две победы и потерпел три поражения. 
В ноябре 2017 года «Маринерс» обменяли Пагана и Александра Кампоса в «Окленд Атлетикс» на Района Хили. Начало сезона 2018 года Эмилио провёл в клубе AAA-лиги «Нэшвилл Саундс». В основной состав «Атлетикс» он был вызван 19 мая после травмы Эндрю Триггса.
В декабре 2018 года в рамках обмена между тремя командами Эмилио перешёл в «Тампу-Бэй». По итогам регулярного чемпионата он стал лидером команды по числу сделанных сейвов, 20 раз удержав победный счёт. В феврале 2020 года «Рейс» обменяли Пагана в «Сан-Диего Падрес» на аутфилдера Мануэля Марго.
В регулярном чемпионате 2021 года Паган принял участие в 67 матчах, установив личный рекорд. По итогам 63,1 проведённых на поле иннингов его показатель пропускаемости составил 4,83, он одержал четыре победы при трёх поражениях и сделал 19 холдов. В апреле 2022 года «Падрес» обменяли его в «Миннесоту».